# Équipe olympique des réfugiés
L'équipe olympique des réfugiés est une équipe créée par le Comité international olympique en 2016, rattachée à aucun comité national. Elle permet à des athlètes qui, en raison de leur statut de réfugiés, ne peuvent ou ne veulent appartenir à une équipe nationale et ne devraient donc pas pouvoir concourir aux Jeux olympiques.

## Statut
Ces sportifs défilent sous la bannière olympique et sont placés juste avant la délégation hôte lors de la cérémonie d'ouverture des Jeux olympiques de Rio de 2016, puis en deuxième après la Grèce depuis les Jeux olympiques de Tokyo de 2020.
En cas de victoire, c'est l'hymne olympique qui est joué lors de la remise des médailles.

## Historique
Cette catégorie est créée en mars 2016. Les critères de sélection comprennent le niveau sportif, le statut officiel de réfugié vérifié par les Nations unies, la situation personnelle et le parcours de chacun des athlètes.
En mars 2016, le Comité international olympique (CIO) annonce la création d'une team « Refugee Olympic Athletes », en anglais, sous le code ROA (soit en français : équipe des « Athlètes Olympique Réfugiés ».
En juin 2016, peu avant ces Jeux olympiques 2016, le CIO annonce que les athlètes réfugiés concourront dans une équipe nommée « Refugee Olympic Team » sous le code ROT (soit en français : « Équipe Olympique des Réfugiés ».
En juin 2021, le Comité international olympique définit alors, à partir de ces Jeux d'été 2020 (se déroulant en 2021), le code, permanent, EOR (pour « Équipe olympique des réfugiés »), désignant l'équipe des réfugiés. 
Ainsi, depuis les Jeux de Tokyo de 2020, le CIO utilise le code EOR.

### Jeux olympiques d'été de 2016
Pour ces Jeux, dix athlètes ont été retenus, : cinq Sud-Soudanais, deux Syriens, deux Congolais de la République démocratique du Congo et un Éthiopien. Le drapeau et l'hymne des Jeux Olympiques sont utilisés pour les représenter.

### Jeux olympiques d'été de 2020
Lors de sa réunion à Buenos Aires en octobre 2018, la session du CIO a décidé de créer l'équipe olympique des réfugiés (EOR) pour Tokyo 2020. Cette décision s'appuie sur l'héritage de l'équipe olympique des réfugiés du CIO à Rio et s'inscrit dans l'engagement du CIO à jouer son rôle pour faire face à la crise mondiale des réfugiés et pour transmettre le message de solidarité et d’espoir à des millions d’athlètes réfugiés dans le monde.
La session du CIO a chargé la Solidarité Olympique d’établir les conditions de participation et de définir le processus d’identification et de sélection de l’équipe. Ces éléments seront réalisés en étroite collaboration avec les Comités Nationaux Olympiques, les Fédérations Internationales de Sport, le Comité d'organisation Tokyo 2020 et l'Agence des Nations Unies pour les réfugiés, HCR.
Le 20 juin 2019, le CIO a publié la liste des détenteurs de bourses d'études d'athlètes réfugiés qui souhaitent faire partie de l'équipe olympique des réfugiés du CIO, Tokyo 2020. Cette annonce a été faite lors de la Journée mondiale des réfugiés, célébrée chaque année le 20 juin.
Les 46 détenteurs 2020 de bourses d’athlètes réfugiés comprennent les 10 athlètes qui faisaient partie de la première équipe olympique des réfugiés présente à Rio, de nouveaux athlètes individuels et un groupe d’athlètes se préparant au Centre de formation des réfugiés Tegla Loroupe au Kenya. Ils sont en compétition dans neuf sports. Tous sont assistés par la Solidarité Olympique dans le cadre de son programme de soutien aux athlètes réfugiés.
Venant d'Afghanistan, du Cameroun, du Congo, d'Érythrée, d'Éthiopie, d'Irak, d'Iran, du Soudan du Sud, du Soudan et de Syrie, les détenteurs de bourses d'études pour les réfugiés concourent en athlétisme, badminton, boxe, cyclisme, judo, karaté, tir, natation, taekwondo, haltérophilie et lutte.

### Jeux olympiques d'été de 2024
La boxeuse camerounaise Cindy Ngamba, 25 ans, première réfugiée olympique à atteindre un tel stade de la compétition, tous sports confondus, s’est inclinée face à la Panaméenne Atheyna Bibeichi Bylon en demi-finale des moins de 75 kilos, sur décision partagée des juges (4-1). Cindy Ngamba remporte la médaille de bronze dans cette catégorie pour ces Jeux Olympiques d'été Paris 2024, la première médaille olympique pour l'Équipe olympique des réfugiés.